# Chiesa di San Lorenzo (Finale Ligure, Punta Crena)
La chiesa di San Lorenzo sorge a mezza costa sul promontorio tra Punta Crena e dominando la cosiddetta "Baia dei Saraceni", porto naturale del rione di Varigotti a Finale Ligure, in provincia di Savona.

## Storia
La chiesa attuale è tutto ciò che rimane di un'importante e prospero insediamento monastico benedettino di origini antichissime, come si evince dai ritrovamenti nell'area di tombe risalenti all'epoca tardo imperiale o bizantina.
Una delle prime citazioni in documenti risale al 1213 per l'acquisto di terreni, ma già nel 1127 la chiesa è interessata nelle concessione del vescovo di Albenga ai monaci benedettini di Lerino.
Officiata dal clero secolare mantenne altresì il titolo di parrocchiale di Varigotti fino al 1586, anno in cui il titolo fu trasferito nell'attuale e più centrale chiesa di San Lorenzo.
I numerosi reperti di epoca imperiale e dell'alto medioevo, ritrovati nell'area dell'antica chiesa, tra i quali un sarcofago del III o IV secolo, sono oggi conservati presso il museo archeologico del Finale ospitato nelle sale dell'antico complesso conventuale di Santa Caterina a Finalborgo.

## Struttura

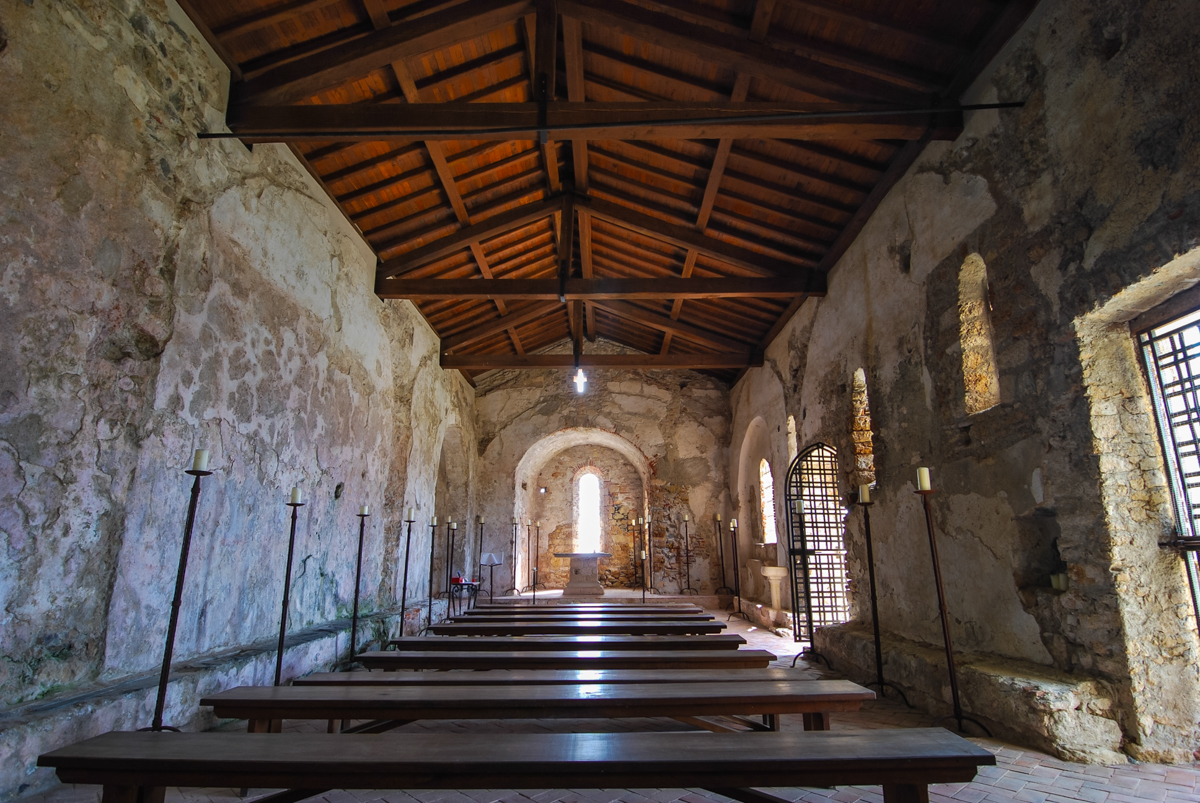
La navata

La chiesa è a navata unica con abside quadrato illuminato da monofore e una parte più recente (la parete verso il mare) su cui si aprono due porte in stile gotico. Anche la volta a crociera in mattoni della sacrestia risale allo stesso periodo (XIV secolo). La parete a monte dovrebbe invece essere antecedente al 1000.
La chiesa fu bersaglio di una bomba durante il secondo conflitto mondiale, la quale ne danneggiò il tetto che rimase sfondato per molti anni.
A partire dal 1995 l'edificio è stato oggetto di interventi di restauro, il primo in Liguria in cui fu utilizzato l'elicottero per il sollevamento dei materiali.
I numerosi reperti di epoca imperiale e dell'alto medioevo, ritrovati nell'area dell'antica chiesa, tra i quali un sarcofago del III o IV secolo, sono oggi conservati presso il museo archeologico del Finale ospitato nelle sale dell'antico complesso conventuale di Santa Caterina a Finalborgo.